# Umbel·la

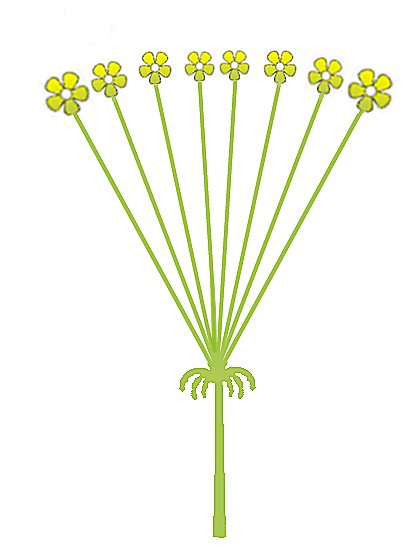
Umbel·la

Una umbel·la, en botànica, és el terme utilitzat per un conjunt de flors que parteixen els pedicels, iguals, de l'eix central, amb format de paraigua. És a dir, és una inflorescència en forma de paraigua.
Pot ser pseudoumbel·la quan parts formen flors "falses", com per exemple, bràctees.

Pot ser simple o composta. La majoria d'apiàcies tenen les inflorescències d'aquesta mena tot i que són dobles; així les umbel·les compostes tenen umbel·les que, en comptes de flors, porten al seu torn altres umbel·les més petites anomenades umbèl·lules.

Umbel·la composta

El terme ve del llatí umbra, que significa ombra o foscor, aplicat en algunes llengües, com l'italià i l'anglès, per paraigua, ombrello i umbrella respectivament.

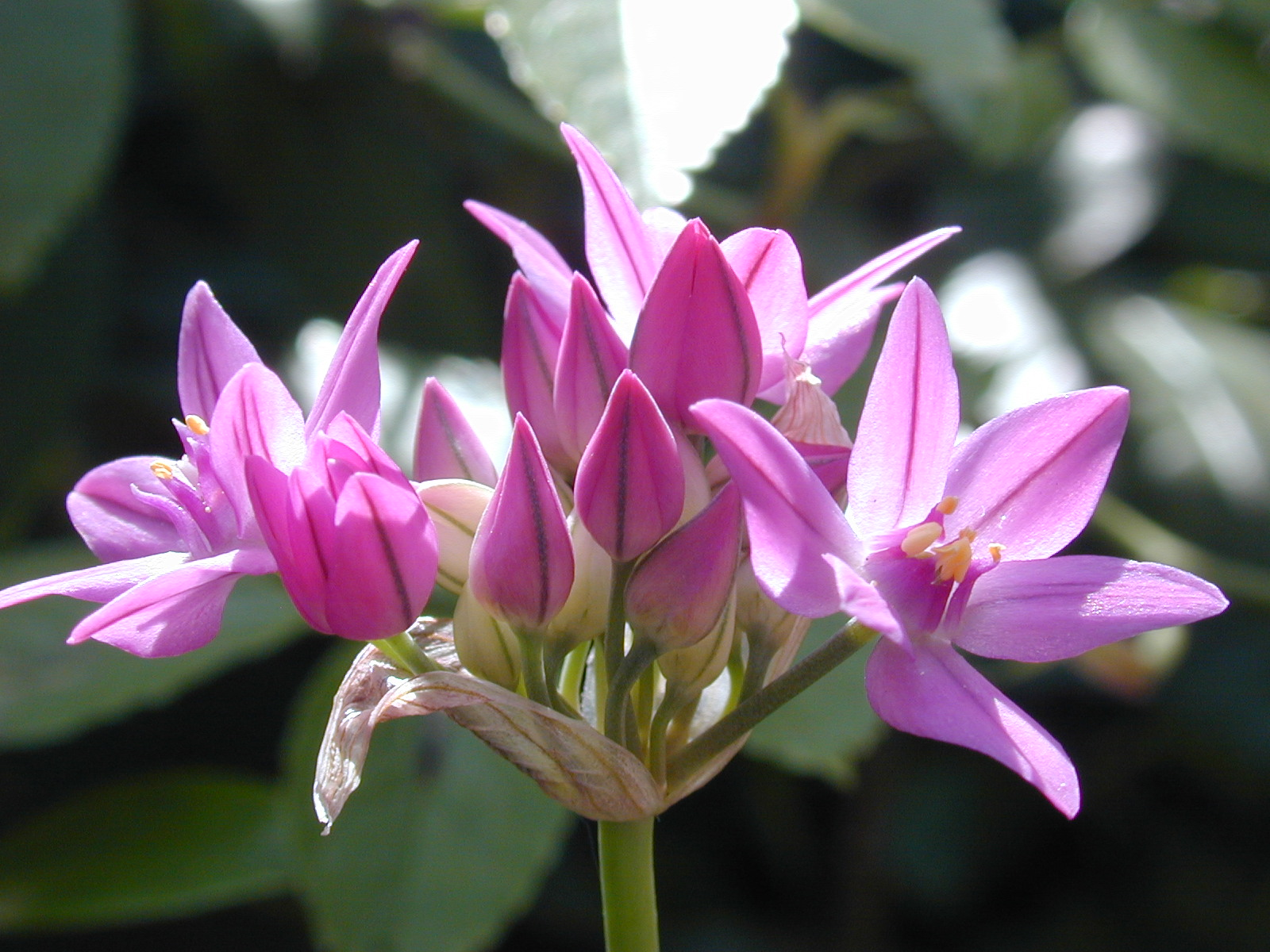
Umbel·la d'una espècie d'all.